# مولازانو
مولاتسانو هي كوموني (بلدية) في مقاطعة لودي بمنطقة لومبارديا في إيطاليا، يقع على بُعد حوالي 45 كيلومترًا جنوب شرق ميلانو وحوالي 20 كيلومترًا شمال شرق لودي.
تحد مولاتسانو البلديات التالية: باولو، زيلو بون برسكو، تريبيانو، دريسانو، سيرفينانو دأدا، كازالمايوكو، غالغانو، تافاتسانو كون فيلافيسكو ومونتاناسو لومباردو.

## روابط خارجية
- الموقع الرسمي

الموقع الرسمي